# جريدة العاصمة
جريدة العاصمة، الجريدة الرسمية الناطقة بلسان حكومة الملك فيصل الأول، صدرت في دمشق من عام 1919 وحتى عام 1929.
أُسست جريدة العاصمة في دمشق بعد انهيار الحكم العثماني في سورية، وكانت الجريدة الرسمية الناطقة بلسان حكومة الأمير فيصل بن الحسين. صَدر عددها الأول، بإيعاز من الحاكم العسكري رضا باشا الركابي يوم 17 شباط 1919 وعُين الصحفي والكاتب الإسلامي محبّ الدين الخطيب رئيساً للتحرير، يعاونه المحامي شاكر الحنبلي. كان الخطيب مقرباً من الشريف حسين بن علي، قائد الثورة العربية الكبرى وكان يُصدر جريدة القِبلة الرسمية في مملكة الحجاز. كانت جريدة العاصمة متنوعة المواضيع وتغطي كافة المراسيم والقوانين الصادرة عن الحكومة السورية، تصدر مرتين في الأسبوع بثماني صفحات من القطع المتوسط. وبعد احتلال الفرنسيين سورية وخلع الأمير فيصل عن العرش، صارت جريدة العاصمة الجريدة الرسمية لحكم الانتداب حتى عام 1922، عندما تحولت إلى نشرة شهرية ومن ثم إلى الجريدة الرسمية السورية عام 1929، والتي ما زالت تصدر عن الحكومة السورية حتى اليوم.